# Areias (Recife)
Areias é um bairro do Recife, Pernambuco.
Localiza-se na RPA5 e faz limites com os bairros de Estância, Jiquiá, Imbiribeira, Ipsep, Caçote, Ibura, Barro e Jardim São Paulo
O bairro de Areias está localizado entre os bairros de Jardim São Paulo e Estância, sendo muitas vezes confundido com estes. 

## Histórico
O nome do bairro está relacionado com o tipo de solo (arenoso) predominante no local em que a povoação foi erguida. 
É de Areias uma das mais tradicionais agremiações do carnaval recifense, a Troça Carnavalesca Mista Lavadeiras de Areias, criada em 03/12/1940, tendo como fundadoras: Amara dos Santos, Aide de Albuquerque, Severina de França, Eunice Machado, Jovelina de Anunciação e Lindalva Dantas. 
Areias também já abrigou o prédio da Sanbra - Sociedade Algodoeira do Nordeste Brasileiro, criada no Recife a 20 de junho de 1923. No início a indústria centrava-se na negociação de fibras de algodão, mas, ao longo de sua trajetória, investiu nas mais variadas matérias primas visando a extração de óleo comestível.
Areias é um bairro residencial mas também é um lugar onde há muito comércio, onde localizam-se supermercados , o Mercado de Areias, o Mini Shopping de Areias, O Centro de Controle do Metrorec e o SENAI. Ainda em Areias passam importantes corredores do Recife: Avenida Recife e Avenida Doutor José Rufino.

## Comunidades
Areias compõe-se de várias comunidades, com identidade prória, mas agrupadas em um único bairro. São elas:

### Vila Cardeal e Silva
A Vila Cardeal e Silva é um local muito conhecido do bairro onde foram construídas muitas praças, chegando a ter mais praças que muitos municípios, Vila Cardeal, como é chamada, abriga o terminal de ônibus de mesmo nome.

### Jardim Uchoa
O Jardim Uchôa é uma das localidades do bairro. Lá existe o seu terminal de ônibus que leva o mesmo nome. É nessa localidade que encontra-se a garagem de ônibus da Metropolitana.

### Vila Tamandaré
A Vila Tamandaré é mais um dos lugares bastante conhecidos do bairro, tem um terminal de ônibus também de mesmo nome e ainda abriga o conjunto residencial Ignez Andreazza, que dizem ser o maior conjunto residencial da América Latina.

### Vila das Lavadeiras
Um dos locais mais conhecidos do bairro é a Vila das Lavadeiras, onde durante a gestão do governador Agamenon Magalhães (1951/52) foi construído um conjunto de casas populares.

## Saúde
Em Areias está instalado o Hospital Geral de Areias, que funciona desde 1980, com o nome de Posto de Assistência Médica 7 e conhecido como PAM de Areias, com atendimento nas especialidades Cirurgia geral, Clínica Médica, Dermatologia, Gastroenterologia, Ginecologia, Geriatria, Oftalmologia, Otorrinolaringologia, Pediatria, Reumatologia, Urologia, Odontologia e Cirurgia bucomaxilofacial.

## Limites atuais do Bairro
Areias faz limite com o bairro do Ipsep,Ibura e Caçote ao sul, Barro , a Oeste, Imbiribeira a Sudeste, Jiquiáa Leste, Estância e Jardim São Paulo a Norte.

## Demografia
Área: 240 ha.
Habitantes: 29.894
Densidade demográfica: 124,51 hab./ha 